# Kyle Legault
Kyle Patrick Legault (ur. 30 maja 1985 w St. Catharines) – kanadyjski żużlowiec.

## Życiorys
Trzykrotny złoty medalista indywidualnych mistrzostw Kanady (2003, 2004, 2006). Dwukrotny zwycięzca turniejów Canadian Rider Highpoints (2003, 2004). Złoty medalista indywidualnych mistrzostw Argentyny (2009). Uczestnik finału eliminacji do Grand Prix IMŚ 2008 (Vojens 2007 – XVI miejsce).
Dwukrotnie podpisywał kontrakty na starty w polskiej lidze żużlowej (2008 – KM Ostrów Wielkopolski, 2009 – RKM Rybnik), nie wystąpił jednak w ani jednym spotkaniu. Startował w lidze brytyjskiej, w barwach klubów z Sheffield (2005, 2006), Reading (2006), Mildenhall (2007), Birmingham (2008), Poole (2009), Newport (2010, 2011), Ipswich (2010), Belle Vue (2010) oraz Lakeside (2010, 2011).